# 긴혀나무쥐
긴혀나무쥐(Rhagomys longilingua)는 비단털쥐과에 속하는 남아메리카 설치류이다. 안데스산맥 동쪽 경사면의 해발 450m와 2100m 사이의 볼리비아와 페루의 울창한 숲을 포함한 다양한 서식지에서 발견된다. 적어도 부분적으로는 나무 위에서 생활한다.